# Gastronomía de Castilla-La Mancha
La gastronomía de Castilla-La Mancha abarca las costumbres culinarias, tradiciones y platos que comprenden lo que hoy en día se conoce como Castilla-La Mancha (España). Se trata de una cocina austera y sencilla, de origen humilde y pastoril, conocida internacionalmente debido a que algunos de sus platos aparecen en la divulgada obra Don Quijote de La Mancha. Se distingue de la cocina castellano-leonesa en las influencias de la cocina andaluza vecina geográficamente y de la cocina andalusí históricamente.

## Productos

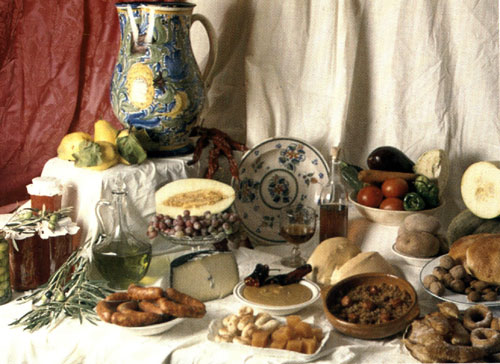
Productos castellano-manchegos.

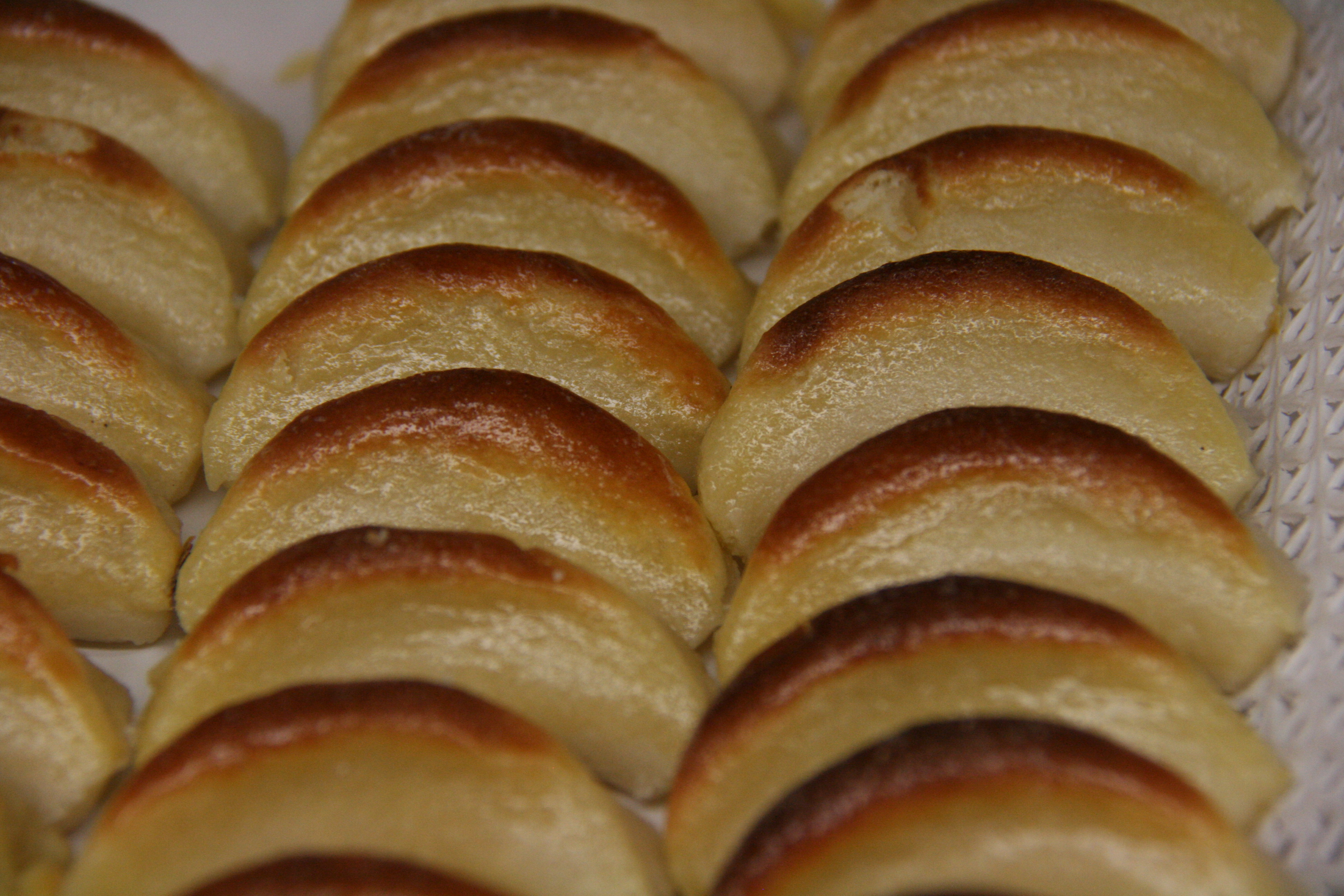
El mazapán es uno de los elementos de la repostería toledana más significativos.

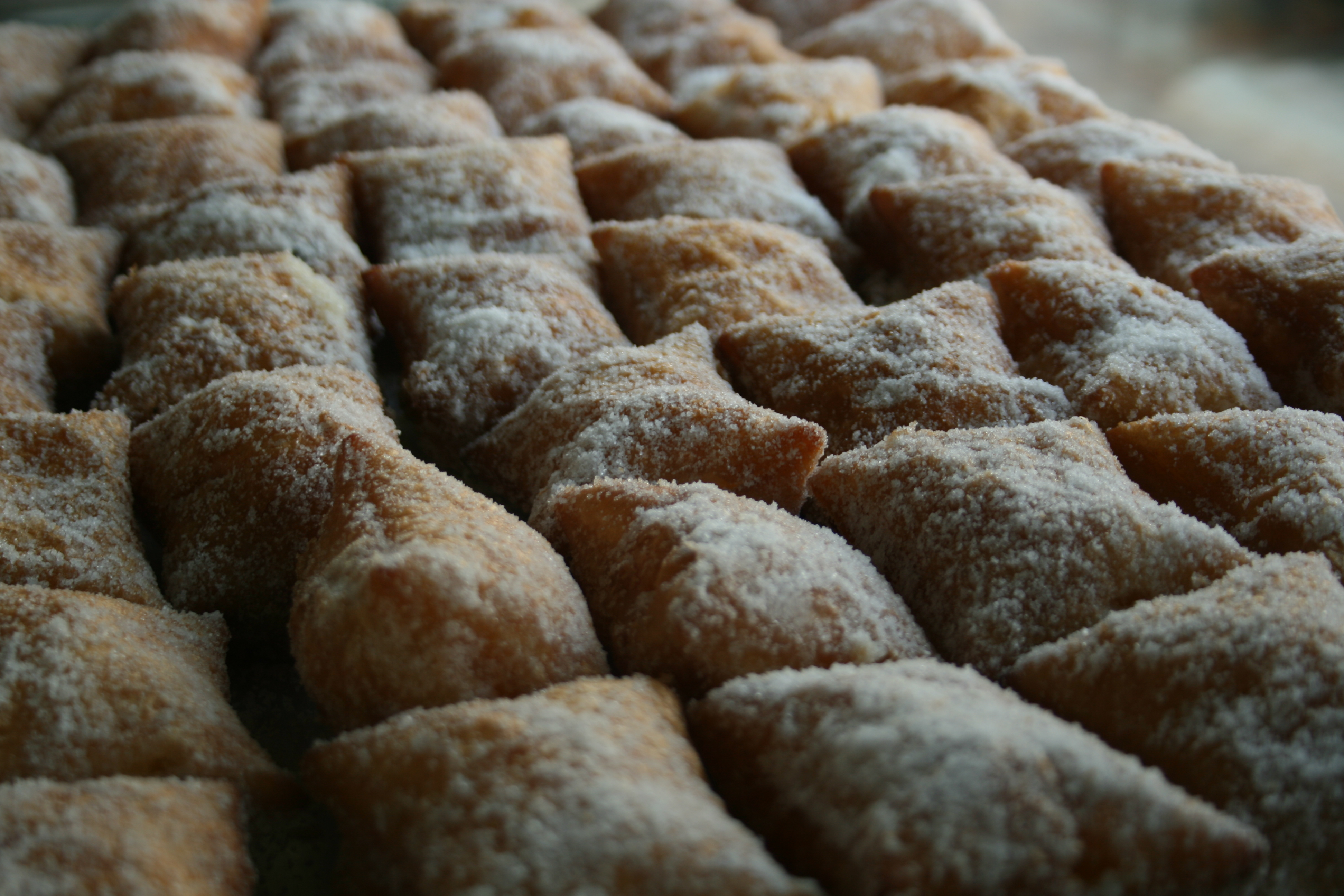
Miguelitos de La Roda.

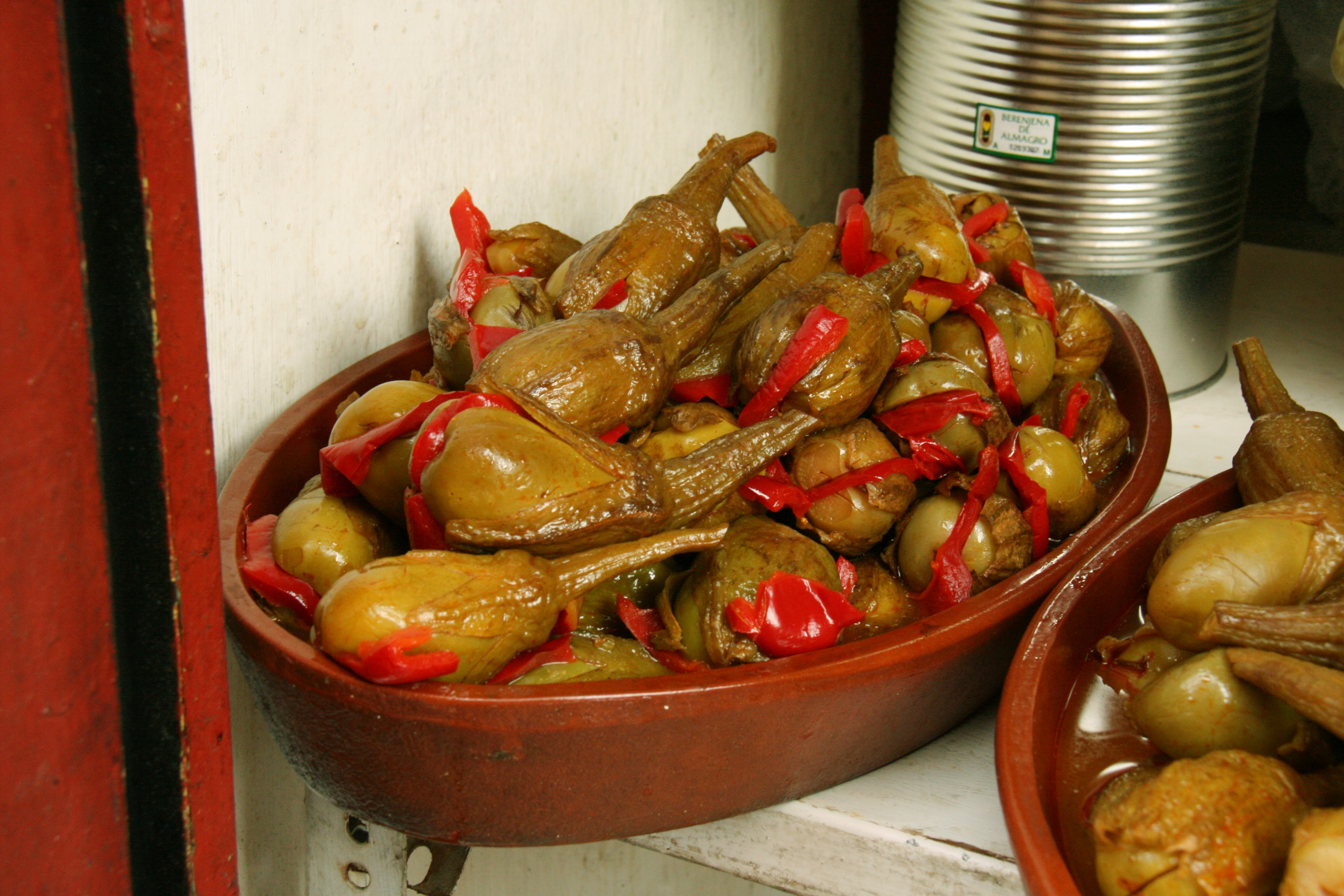
Las berenjenas de Almagro con su pasta de pimiento y atravesadas por un palo de hinojo.

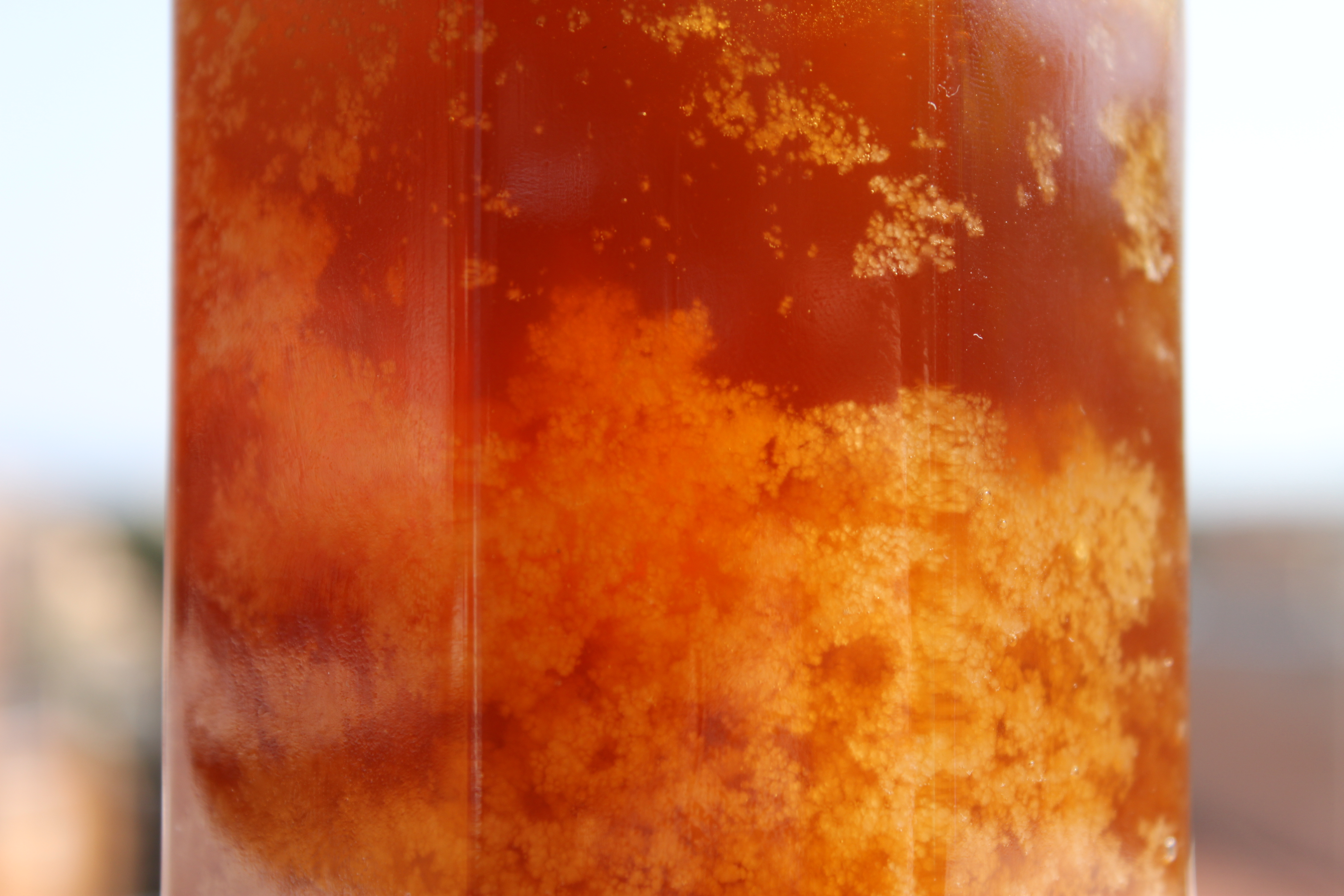
La Miel de la Alcarria (mostrando su típico sedimento).

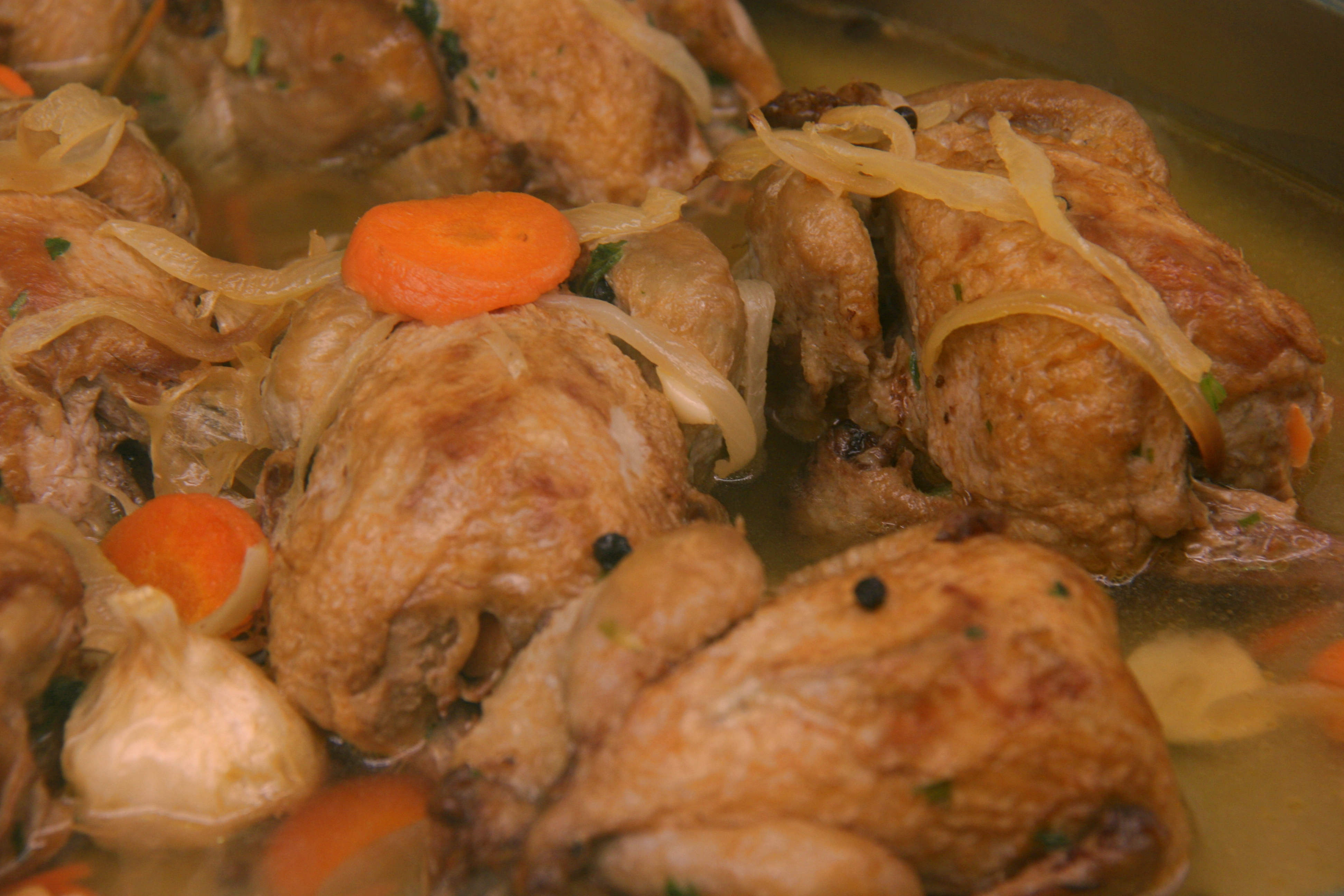
Las codornices en escabeche son una de las variedades de la provincia.

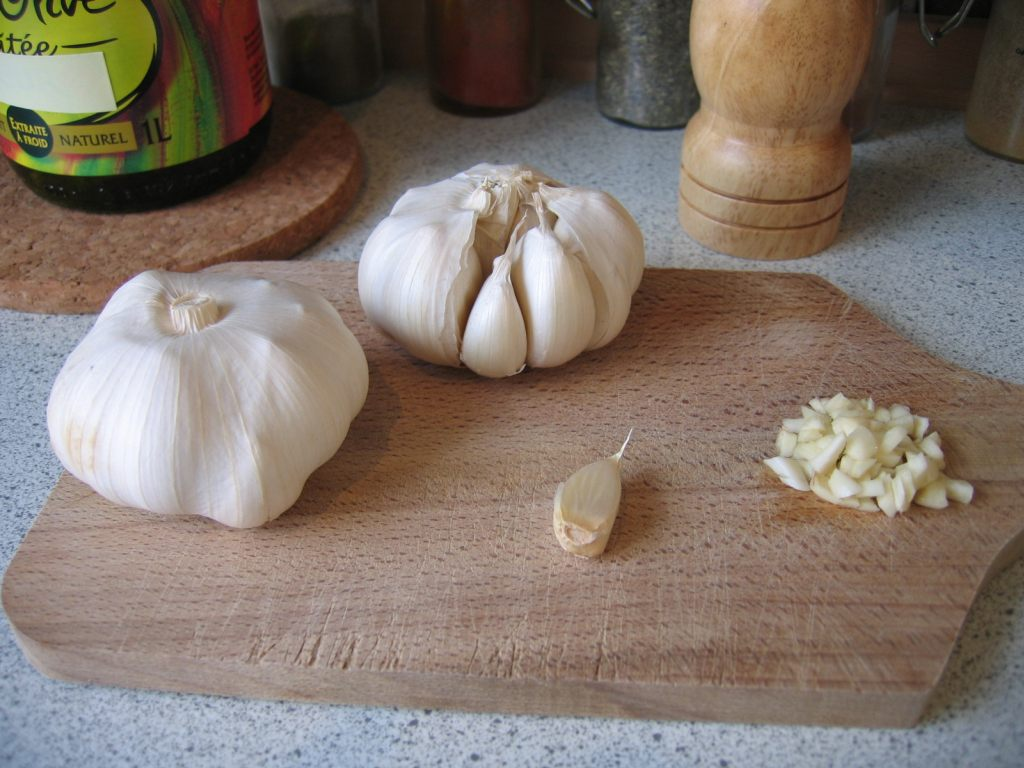
Ajos de la capital del ajo: Las Pedroñeras.

Algunos productos más conocidos desde hace mucho tiempo son la miel de la Alcarria o el azafrán de La Mancha.

### Frutas y verduras
Se emplean frecuentemente diversas hortalizas, incluyendo algunos de los platos más típicos una variedad de ellas: pisto manchego, pipirrana, asadillo de la Mancha, etcétera. En el terreno de las hortalizas son muy conocidas las berenjenas de Almagro, producto con denominación de origen, así como las cebollas de Recas, también con denominación de origen, que se producen en el pueblo toledano del mismo nombre. Entre los platos con verduras están el hartatunos (pimientos cocidos con pan, luego tostado) y las migas ruleras. Un ingrediente muy típico en la cocina castellanomanchega es el ajo, que participa en muchos de los platos tradicionales. También se tienen guisos en los que emplean ñoras.

### Carnes y pescados
Los platos de carne son abundantes y suelen ser de oveja, cabra y en menor medida vaca. Los platos más importantes son las carcamusas (típicas de Toledo), la chanfarina, el cordero asado, el cochifrito, la gallina en pepitoria, el salpicón, el paturrillo, los zarajos, etcétera. En el terreno de la caza es posible ver codornices en escabeche, el conejo al ajillo, el morteruelo, la liebre a la cazadora, la caldereta manchega, el tojunto (‘todo junto’), etcétera.
Dada la naturaleza del territorio, hay poco pescado y los más tradicionales son la trucha y el bacalao en salazón, que participa en algunos platos como el ajo carretero, el atascaburras (ajo mortero), el bacalao al ajo arriero, el moje de bacalao (existe alguna variante con atún en conserva), etcétera. También hubo antaño recetas conquenses con cangrejo[cita requerida].

### Quesos
El queso es un producto muy típico en la región, elaborándose con leche procedente de una oveja autóctona (Ovis aries ligeriensis) que se encuentra en pastoreo durante todo el año. Se trata de un queso de sabor fuerte, ligeramente picante y de pasta dura y aspecto grasiento. Existen diversas variedades dependiendo del tiempo de curado, algunos de ellas sumergidas en aceite de oliva (queso en aceite). Hoy en día el queso se produce bajo la protección de una denominación de origen.

## Vinos
En el terreno de los vinos existe una importante producción, con varias denominaciones de origen, como la D.O. La Mancha. Hay otras más, como la D.O. Valdepeñas, en Ciudad Real; D.O. Méntrida, en Toledo; D.O. Manchuela, Denominación de Origen Almansa y D.O. Jumilla en Albacete; D.O.Mondéjar, en Guadalajara; D.O. Uclés, en Cuenca y Toledo, etcétera. También hay vinos caseros, como los pitarras.

## Miel
Son muchas las zonas de la región que producen miel, pero sobre todas ellas destaca la mundialmente conocida miel de La Alcarria, famosa por su excelente calidad, sabor y textura. La miel es la base de multitud de recetas tradicionales en Castilla, y fue muy utilizada en la cocina andalusí y sefardita.

## Especialidades
Los platos y especialidades tradicionales de la cocina castellano-manchega son muy fáciles de ejecutar, teniendo rara vez más de diez ingredientes en su composición, que además son todos muy asequibles. Se caracterizan por su gran aporte calórico, ideal para labradores, campesinos y pastores.

## Platos
- Ajo mataero
- Ajo pringue
- Ajo de harina
- Arroz con liebre
- Asadillo
- Atascaburras
- Caldereta manchega
- Carcamusas
- Cochifrito
- Conejo al ajillo
- Duelos y quebrantos
- Embutido de orza (chorizos, costillas, lomo, morcillas)
- Gachas
- Gachas dulces
- Gazpachos manchegos
- Huevos a la porreta (también llamado sesos a la porreta, o simplemente porreta)
- Migas de pastor
- Morcilla manchega
- Patatas al ajo cabañil
- Patatas al montón
- Queso manchego
- Queso en aceite
- Queso frito
- Queso al romero
- Perdiz escabechada
- Pipirrana
- Pisto manchego
- Sopa Castellana
- Tiznao
- Zarajos

## Repostería
- Pan de Calatrava
- Almendrado
- Alajú
- Amarguillos
- Arrope
- Arroz con leche
- Bienmesabe
- Bizcocho borracho
- Buñuelos
- Copa imperial
- Dormido del corpus
- Flor frita
- Fritillas
- Hojuelas
- Mazapán (mazapán de Toledo)
- Miguelitos
- Pestiños
- Enaceitado